# Li Hongzhi
Li Hongzhi (chineză: 李洪志; pinyin: Lǐ Hóngzhì; n. 13 mai 1951, Gongzhuling⁠(d), Jilin, Republica Populară Chineză) este fondatorul și liderul spiritual al Falun Gong (sau Falun Dafa), un "sistem de cultivare a minții și corpului" în tradiția qigong. Li Hongzhi a început sa-și predea învățăturile Falun Gong în public la data de 13 mai 1992 în orașul Changchun și, ulterior, a ținut prelegeri și a predat exercițiile Falun Gong în China. În 1995 Li a început să predea Falun Gong în străinătate, iar în 1998 s-a stabilit ca rezident permanent în Statele Unite ale Americii. Mișcarea Falun Gong a lui Li a câștigat o popularitate uriasă în anii 1990, inclusiv în interiorul guvernului Chinei și în cercurile de qigong.

## Tinerețe
Există mai multe versiuni ale diferitelor aspecte ale vieții lui Li care au apărut înainte și după suprimarea Falun Gong din iulie 1999 și există foarte puține informații oficiale despre anii lui din tinerețe.

### Hagiografie
O biografie neoficială a apărut în prima publicație importantă a lui Li, cartea Zhongguo Falun Gong, și a fost scrisă de către jurnalistul Zhu Huiguang. A doua biografie spirituală a apărut în edițiile timpurii ale cărții de bază a Falun Gong, Zhuan Falun, și a fost semnată de către Societatea de Cercetare Falun Dafa. Aceste biografii puneau accentul pe dezvoltarea spirituală a lui Li, cu un minim de detalii despre locul său de muncă și viața sa de familie. Stilul și conținutul acestor biografii este în concordanță cu o "tradiție veche de secole de scriere a biografiilor religioase în China". Benjamin Penny scrie, "ca și în cazul precursorilor săi [din istoria Chinei], această biografie urmărește să stabilească o genealogie a persoanei a cărei viață este înregistrată și să întărească ortodoxia doctrinei sale." Ambele biografii au fost scoase mai târziu din cărțile Falun Gong, iar Li a explicat acestea prin faptul că el nu vrea ca oamenii să-și concentreze atenția asupra propriei lui vieți sau împrejurări de circumstanțe.
Aceste biografii atestă că Li s-a născut pe data de 13 mai 1951, în orașul Gongzhuling, provincia Jilin. Primele relatări, făcute de Zhu Huiguang, descriu că familia lui Li trăia în mijlocul sărăciei, mama lui câștigând un salariu de doar 30 de yuani. În prima ediție Li era descris ca dezvoltând un "caracter de tolerare a greutăților vieții și a muncii grele", el ajutând la îngrijirea fraților săi mai mici. Cea de-a doua ediție, versiunea oficială a biografiei sale, subliniază statutul social modest a lui Li, declarând că el aparținea "unei familii obișnuite de intelectuali".
Ambele biografii îi atribuie lui Li virtuți înnăscute de compasiune și disciplină. Biografia oficială se concentrează în principal pe învățăturile Taoiste și Budiste primite de Li de la diverși maeștrii, încă de la o vârstă foarte fragedă. La doar patru ani, Li a fost inițiat de către Quan Jue, cel de-al Zecelea Moștenitor al Marii Legi a Școlii Budiste. Maestrul Quan l-a părăsit la vârsta de doisprezece ani, urmând să fie înlocuit de către un maestru Taoist, Baji Zhenren, care l-a inițiat în arte marțiale și diferite abilități fizice.
Li s-a întâlnit cu al treilea maestru al său din Școala Marii Căi în 1972. Zhendaozi (literal, "Taoistul adevărat"), a venit din Munții Changbai în apropiere de granița cu Coreea de Nord. Spre deosebire de ceilalți maeștrii ai lui Li, Taoistul adevărat purta haine obișnuite, și l-a învățat pe Li practica de cultivare interioară prin Qigong, subliniind xinxing-ul (adică "natura minții sau a inimii, caracterul moral"). Antrenamentele lui Li în această perioadă au avut loc în cea mai mare parte noaptea, probabil din cauza mediului politic creat de Revoluția Culturală.
Versiunea biografică a lui Zhu Haiguang constată că Li a refuzat în mod constant să ia parte la campaniile Revoluției Culturale, să aderare la gruparea Gărzilor Roșii sau la vreo altă organizație comunistă.
Cel de-al patrulea maestru — o femeie din școală budistă—a început să îi predea lui Li în 1974. După antrenamentul cu acești patru maeștri, "puterea energiei lui Li a ajuns la un nivel foarte ridicat". Dezvoltarea sa personală a atins cel mai înalt nivel la acea vreme.
În 1984, Li a început să sintetizeze învățăturile pe care le-a primit în ceea ce mai târziu avea să se numească Falun Dafa. Practica nu avea să fie identică cu ceea ce i-a fost transmis, deoarece acele sisteme nu erau potrivite pentru a fi "popularizate pe scară largă". Li a început prin observarea metodelor de predare a altor maeștri de qigong și, până în 1989, a finalizat propriul său sistem de qigong. Pentru următorii trei ani, până în 1992, Li afirmă că a început să testeze sistemul cu un grup restrâns de studenți.
Cărțile Falun Gong publicate după 1999 nu mai conțin biografii ale lui Li. Aceste schimbări reflectă o tendință în creștere a lui Li de a se retrage din atenția publicului. Începând cu anul 2000, el a apărut rareori în public, prezența sa fiind aproape în întregime electronică sau citată pe  website-urile Falun Gong. Biografia lui Li Hongzhi a fost retrasă și de pe website-urile Falun Gong la puțin timp după 2001.

## Falun Gong
Li Hongzhi a prezentat Falun Dafa, sau Marea Cale a Roții Legii, pe 13 mai 1992 (în ziua aniversării sale a 41 de ani), la Școala Gimnazială numărul 5 din Changchun, Jilin. Din 1992 până în 1994, el a călătorit de-a lungul Chinei și a ținut prelegeri despre exercițiile Falun Gong; audiența sa a crescut foarte repede. Succesul lui Li a fost în mare măsură legat popularitatea qigongului qigong de la sfârșitul anilor 1980 și începutul anilor 1990, sub proiectul de liberalizare socială a lui Deng Xiaoping. Li diferenția Falun Gong punând accent pe o "accesibilitate pentru public" și principii morale, lucru destul de diferit departe de noțiuni ezoterice adesea găsit în alte sisteme de Qigong.
Învățăturile Falun Gong sunt compilate din prelegerile lui Li. el deținând puterea de definire a sistemului de credințe Falun Gong. Li era critic față de celelalte sisteme alternative din cadrul mișcării Qigong, afirmând că a sunt "pline de învățături false și maeștri lacomi și necinstiți", hotărând să repare acest lucru. Li spunea că Falun Gong face parte dintr-o "tradiție de cultivare a sinelui veche de secole", iar în textele sale îi combătea adesea pe cei care predau "căi incorecte, deviante sau heterodoxe". Li a diferențiat Falun Gong de alte mișcări în Qigong, punând accent pe valorile morale menite să "purifice inima practicantului și să-i aducă salvare spirituală". criticând căutarea prin qigong a dezvoltării puterilor supranaturale și însănătoșirii corpului.
Ian Johnson subliniază faptul că la vremea când cărțile Falun Gong se vindeau cel mai bine în China, Li Hongzhi nu a primit niciun drept de autor. Asta deoarece textele  au fost transmise în mod neoficial de către autor tipografiilor. Succesul lui Li a avut, de asemenea, o legătură strânsă cu oamenii care caută tratamente eficiente de medicină alternativă într-un perioadă în care sistemul de sănătate al Chinei se lupta cu disperare pentru a satisface această cerere.
Potrivit grupurilor de practicanți Falun Gong, succesul timpuriu al lui Li a fost recunoscut la Târgurile Orientale de Sănătate din 1992 și 1993, în Beijing. La primul dintre aceste evenimente, organizatorul târgului a remarcat că Falun Gong și Li "au primit cele mai multe aprecieri [dintre toate școlile qigong prezente la târg] și a obținut rezultate terapeutice foarte bune". Evenimentul a ajutat la consolidarea popularității lui Li în lumea qigong-ului, iar rapoartele jurnalistice despre puterile vindecătoare ale Falun Gong au început să se răspândească în societate.. În anul următor, Li a fost făcut membru al comitetului de organizare al Târgului Oriental de Sănătate din Beijing, câștigând mai multe premii și aprecieri în cadrul evenimentului.
În această perioadă, Li a reușit să clădească o relație pozitivă cu Ministerul Securității Publice⁠(d) (MPS). În 1993, el a tratat în jur de 100 de ofițeri de poliție care au fost răniți la locul de muncă, câștigând apreciere din partea unei organizație de sub conducerea MPS. În 1994, Li a ținut prelegeri și la Universitatea de Securitate Publică din Beijing⁠(d), donând veniturile obținute către o fundație de îngrijire a ofițerilor de poliție răniți. Ceremonia de publicare a primei ediții a cărții Zhuan Falun a avut loc în sala de audiență a Ministerului Securității Publice, în ianuarie 1995.

## Viața peste hotare
În 1995, Li a declarat că a terminat predarea Falun Gong în China și a început să răspândească practica în străinătate. În martie 1995 are loc prima sa oprire la ambasada Chinei din Paris, Franța, unde a fost invitat să predea practica Falun Gong. Acest eveniment a fost urmat de alte seminarii în Suedia. Între 1995 și 1999, Li a ținut prelegeri în Statele Unite, Canada, Australia, Noua Zeelandă, Germania, Elveția și Singapore. După aceste seminarii, diferite asociații și grupuri Falun Gong au început să apară în Europa, America de Nord și Australia.
În 1996, orașul Houston l-a numit pe Li cetățean de onoare și ambasador al bunăvoinței pentru "serviciile sale altruiste aduse societății pentru binele și bunăstarea omenirii".
La 25 aprilie 1999, aproximativ 10.000 de practicanți Falun Gong s-au adunat în apropierea Biroului de Apel al Consiliului de Stat din Beijing pentru a cere încetarea hărțuirii în creștere a mișcării Falun Gong și pentru a cere eliberarea practicanților din orașul Tianjin. Potrivit lui Benjamin Penny, practicanții au căutat rezolvarea acestei probleme adresându-se oficialilor țării, mergând la ei și "cu toate că erau foarte liniștiți și politicoși, și-au făcut clară dorința de a nu mai fi tratați atât de aspru".
După acest eveniment, Li Hongzhi a primit mai multe recunoașteri din partea municipalităților din America de Nord. În mai 1999, Li a fost primit în Toronto și salutat de către primarul din Toronto⁠(d) și guvernatorul locotenent al Ontario⁠(d). În cele două luni care au urmat, a primit și aprecieri din partea orașelor Chicago și San Jose.
Li Hongzhi s-a mutat în Statele Unite în 1996 cu soția și fiica lui, iar în 1998 a devenit rezident permanent al S.U.A⁠(d), stabilindu-se în New York.
La 29 iulie 1999, după începerea persecuției asupra Falun Gong în China, Ministerul Securității Publice din China a ridicat o serie de acuzații împotriva lui Li, printre care acuzația de "perturbare a ordinii publice⁠(d)" și a emis o circulară care indică statutul său de persoană sub urmărire, făcând presiuni pentru arestarea lui.  La acea vreme, Li Hongzhi locuia în Statele Unite. Cererea guvernului chinez adresată Interpolului pentru arestarea sa a fost respinsă pe motiv că este o chestiune "de natură politică sau religioasă" și că lipsesc orice informații cu privire la posibile "infracțiuni de drept comun pe care Li ar fi săvârșit-o" De asemenea, Guvernul chinez i-a revocat pașaportul, împiedicându-l să călătorească pe plan internațional.
Până în aprilie 2001, Li Hongzhi a primit peste 340 de premii și proclamații din partea Australiei, Canadei, Chinei (înainte de începerea represaliilor), Japoniei, Rusiei și SUA, ca recunoaștere a contribuțiilor sale extraordinare aduse sănătății spirituale și fizice a oamenilor și a libertății credinței în lume. Acestea includ certificate de recunoaștere de la mai multe organisme guvernamentale din Statele Unite - inclusiv Cetățenie de Onoare acordată de statul Georgia și orașul Atlanta. La 14 martie 2001, Freedom House îi acordă lui Li Hongzhi și Falun Gong un Premiu Internațional pentru Libertatea Religioasă pentru promovarea libertății religioase și spirituale, în cadrul unei ceremonii din Senatul Statelor Unite. În același an, Li este considerat cel mai puternic comunicator din Asia, de către revista Asiaweek⁠(d) "pentru puterea sa de a inspira, de a mobiliza oamenii și de a speria Beijingul". A fost nominalizat pentru Premiul Saharov 2001 de către peste 25 de membri ai Parlamentului European, la Premiul Nobel pentru Pace în 2000 și 2001, iar în 2013 a fost clasat de revista Foreign Policy⁠(d) ca fiind unul dintre primii 500 cei mai puternici oameni din lume.

## Legături externe
- ro  Falundafa.org - Website-ul oficial al Falun Gong
- ro  Faluninfo.eu - Centrul oficial de informare Falun Gong

Interviuri
- en  William Dowell (10 mai 1999). „Interviu cu Li Hongzhi”. TIME. Arhivat din original la 5 decembrie 2010. Accesat în 9 iulie 2017.
- en  „Interviu cu domnul Li Hongzhi în Sydney, Australia”. 2 mai 1999.
- en  Anthony Spaeth (2 august 1999). „Interviu: Li Hongzhi "Sunt doar un om comun"”. TIMEasia.com. Arhivat din original la 4 noiembrie 2001. Accesat în 9 iulie 2017.
- en  Jonathan S. Landreth and J.S. Greenberg (8 august 1999). „Eye of the Storm”. New York Times Magazine.
- en  „NTDTV Declarație de presă: Sumar al interviului exclusiv cu domnul Li Hongzhi, fondatorul Falun Gong”. clearharmony.net. 25 ianuarie 2004.